# زمین‌لرزه ۲۰۱۰ هائیتی

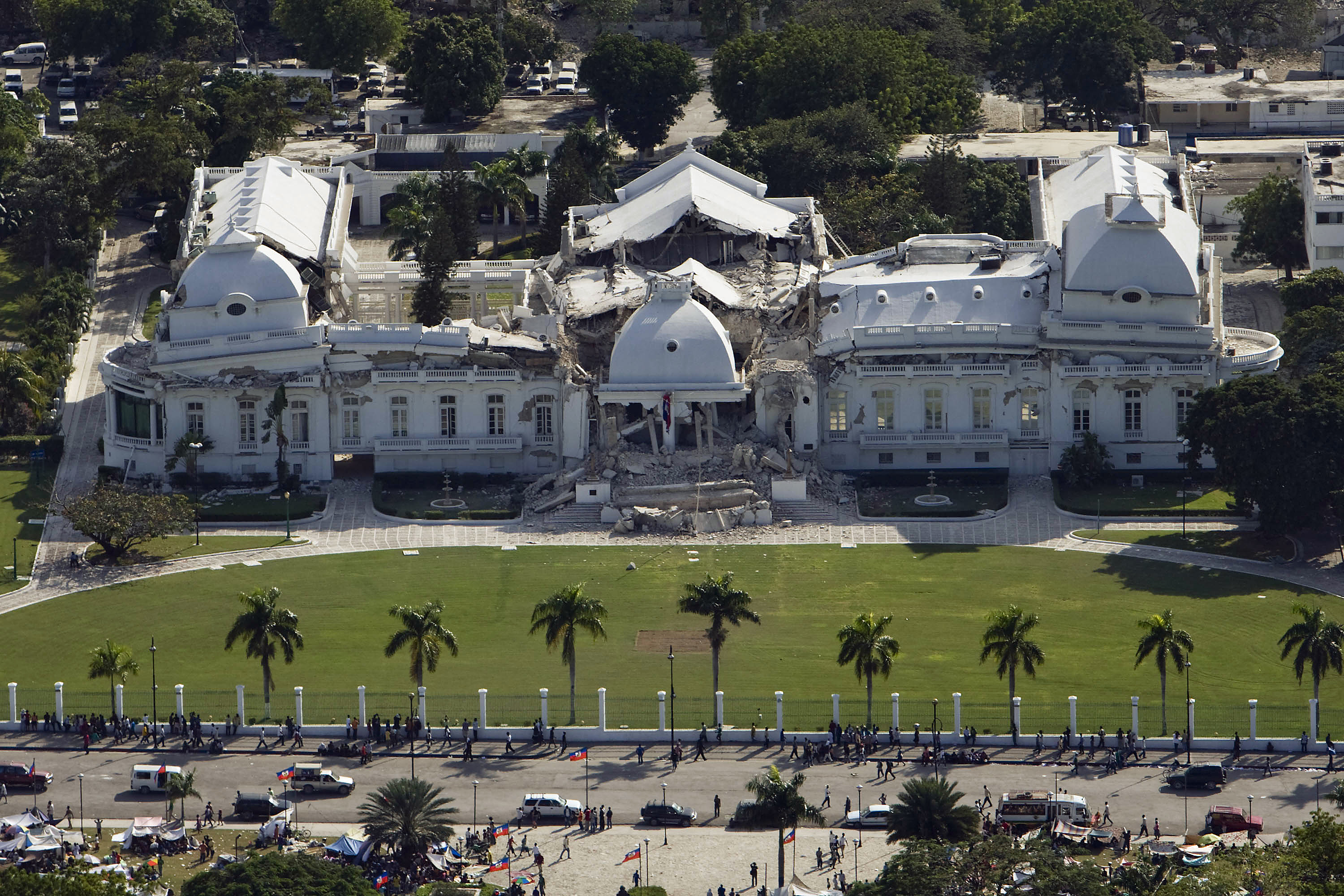
تصویری از کاخ ریاست‌جمهوری هائیتی که پس از وقوع زلزله ویران شد

زمین‌لرزهٔ هائیتی در ۲۰۱۰، زمین‌لرزه‌ای در تاریخ ۱۲ ژانویهٔ ۲۰۱۰ (در ساعت ۱۶:۵۳:۰۹ به وقت محلی) با قدرت ۷ ریشتر بود که کانون آن در ۱۰۵ کیلومتری جنوب پورتو پرنس، پایتخت کشور هائیتی، واقع شده بود و خسارات بسیاری را به این شهر وارد کرد. این زمین‌لرزه که کشور هائیتی را لرزاند و در جمهوری دومینیکن نیز احساس شد، بدترین زلزله در کشورهای حوضهٔ کارائیب طی دو سدهٔ اخیر بود. رنه پِرِوال، رئیس‌جمهوری هائیتی، گفت مجموع قربانیان این حادثه احتمالاً به ۳۰۰٬۰۰۰ نفر بالغ می‌شود، که در اینصورت زمین‌لرزهٔ هائیتی مرگ‌آورترین فاجعه در تاریخ مدرن بشر خواهد بود.

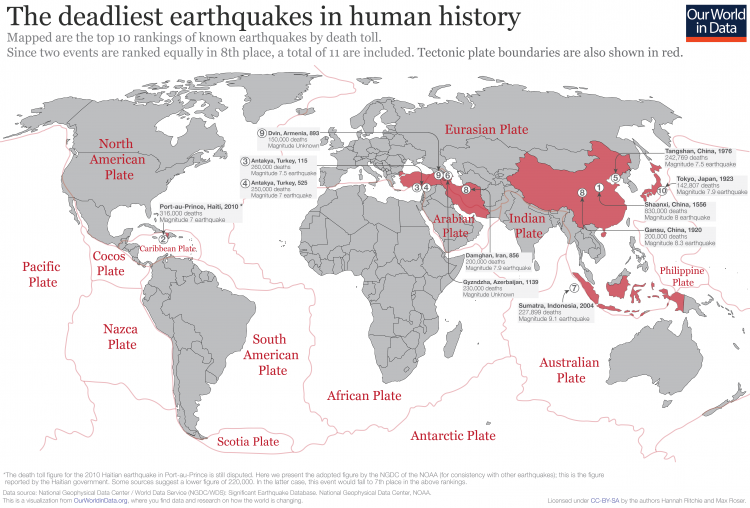
مرگبارترین‌ترین زلزله‌های تاریخ معاصر جهان

در بین زلزله‌های رخ داده در تاریخ معاصر جهان (از سال ۱۹۰۰ به بعد) این زلزله با بیش از ۳۱۶ هزار کشته به عنوان مخرب‌ترین و مرگبارترین بلایای طبیعی رخ‌داده به‌شمار می‌رود که بعد از آن زلزلهٔ هایوان ۱۹۲۰ چین (با حدود ۲۷۳ هزار نفر کشته)، زلزلهٔ تانگشان ۱۹۷۶ چین (با حدود ۲۴۲ هزار نفر کشته)، زلزلهٔ سوماترا ۲۰۰۴ اندونزی (با حدود ۲۲۷ هزار نفر کشته) و زلزلهٔ کانتو ۱۹۲۳ ژاپن (با حدود ۱۴۲ هزار نفر کشته) در رتبهٔ دوم تا پنجم قرار دارند.
گروه‌های امدادی زیادی از کشورهای گوناگون وارد هائیتی شدند ولی نبود زیرساخت‌های مناسب و از میان رفتن تأسیسات موجود در این کشور کمک‌رسانی به قربانیان را با دشواری روبه‌رو ساخت.
دولت هائیتی به دنبال زمین‌لرزه مهیب این کشور، کنترل موقت فرودگاه اصلی این کشور را به آمریکا واگذار کرد.
سازمان ملل این زمین‌لرزه را بدترین فاجعه‌ای خوانده است که تا سال ۲۰۱۰ با آن روبرو بوده است. آنچه کمک‌ها را دشوار می‌کرد آسیب دیدن ساختارهای مدیریت این کشور است که استفاده از کمک‌های خارجی را نیز با مشکل روبرو کرد.

## وضعیت اقتصادی
هائیتی با رتبه ۱۴۵ از ۱۶۹ در شاخص توسعه انسانی سازمان ملل، فقیرترین کشور در نیمکره غربی است. این کشور بالاترین میزان مرگ‌ومیر را در میان نوزادان، کودکان زیر ۵ سال و در دوران زایمان در میان سایر کشورهای نیمکره غربی دارد. همچنین این کشور از نظر صادرات در وضعیت بسیار بدی قرار داشت و صادرات این کشور از ۱۰درصد تولید ناخالص داخلی آن فراتر نمی‌رود عملکرد ضعیف اقتصادی هائیتی تا حدی نتیجه زوال بخش کشاورزی آن است که به نوبه خود تا حد زیادی به دلیل تخریب محیط زیست است. هائیتی در بین ۱۶۳ کشور در رتبهٔ ۱۵۵ از نظر تخریب عمومی محیط زیست قرار دارد. برای سال‌ها، هائیتی‌ها درخت‌ها را قطع می‌کردند تا از آن به عنوان سوخت برای آشپزی استفاده کنند، در زمان رخداد زلزله کمتر از ۳ درصد از هائیتی پوشیده از جنگل بود، که کاملاً در برخلاف چیزی است که در کشور همسایه هائیتی، یعنی جمهوری دومنیکن مشاهده می‌شد. تخریب محیط زیست نتیجه‌ای جز بالابردن آسیب‌پذیری هائیتی در برابر حوادث و بلایای طبیعی به‌دنبال نداشت.

## وضعیت فرهنگی و اجتماعی[۱۱]
زبان رسمی کشور هائیتی کریول هائیتی و فرانسوی است. زبان کریول هائیتی رایج‌ترین زبان است و اکثریت مردم در ارتباطات روزمره از آن استفاده می‌کنند و به‌کارگیری زبان فرانسه در محاورات روزمره در این کشور به دلیل سال‌های طولانی در استعمار فرانسه بودن، مرسوم است.
این کشور به دلیل سال‌های طولانی استعمار، بلایای طبیعی متعدد همچون زلزله و طوفان، همواره با مشکلات متعدد اقتصادی، فرهنگی و اجتماعی مواجه بوده است. نرخ مشارکت نیروی کار در این کشور رقم بسیار کم ۶۰٫۳٪ است، که این مقدار حتی ۶٪ کمتر از میانگین کل قارهٔ آمریکای مرکزی است. یکی دیگر از مشکلات عدیدهٔ این کشور فقر است. میزان فقر در این کشور بیداد می‌کند و تا پیش از وقوع زلزله حدود ۶۰٪ جامعهٔ این کشور کمتر از یک دلار آمریکا در روز درآمد داشتند.

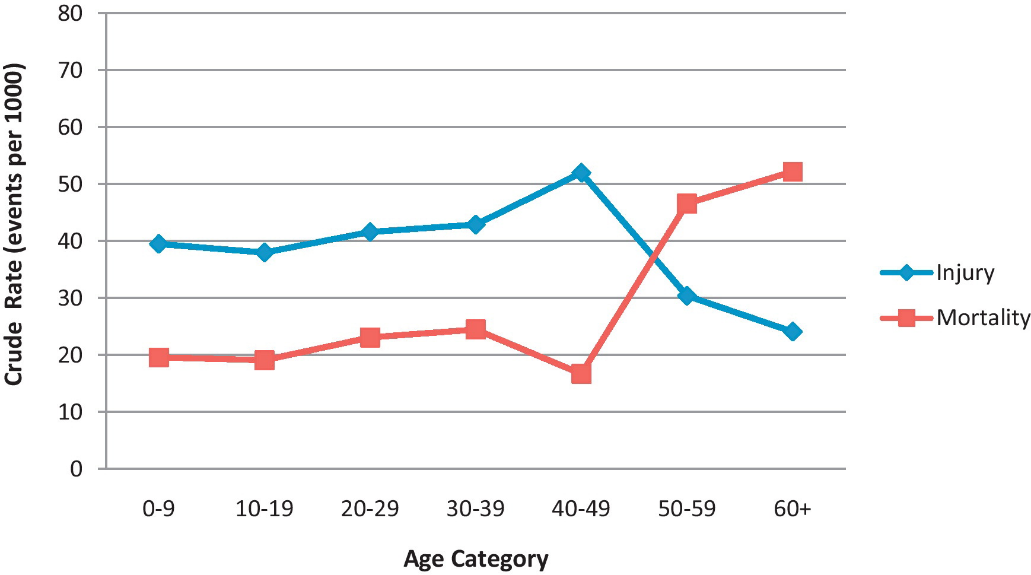
نرخ مرگ‌ومیر و آسیب‌دیدگی براساس گروه‌های سنی مختلف

تا سال‌های پیش از وقوع زلزله میزان امید به زندگی در این کشور در سال تولد در حال افزایش بود؛ با این حال، این مقدار حتی از میانگین آمریکای مرکزی هم حدود ۱۰–۱۵٪ کمتر است. همچنین، میزان مرگ تا پیش از پنج‌سالگی در این کشور رقم بسیار بالای ۷۶٪ است، که در مقایسه با میانگین آمریکای مرکزی، یعنی ۲۶٫۴٪، بسیار زیاد است.

## وقوع زلزله

### بزرگی و کانون
هائیتی در مرز صفحات تکتونیکی دریای کارائیب و آمریکای شمالی قرار دارد. این موقعیت زمین‌شناسی آن را مستعد فعالیت‌های لرزه‌ای می‌کند شدت این زمین‌لرزه ۷٫۰ در واحد ریشتر بوده که آن را به یک رویداد بزرگِ لرزه‌ای تبدیل کرده است. مرکز (کانون) آن، در حدود ۱۶ مایلی جنوب غربی پورتو پرنس، پایتخت هائیتی قرارداشت. نزدیکی آن به یک منطقه شهری پرجمعیت و همچنین عمق کم وقوع این زمین‌لرزه که تقریباً در ۸ مایلی (۱۳ کیلومتری) زیر سطح زمین قرار داشت، ویرانی ناشی از این زلزله را تشدیدکرد.

### تخریب و تلفات
زلزلهٔ هائیتی ۲۰۱۰ خسارات بسیار زیادی داشت به چند دلیل:
- زلزله در نزدیکی پایتخت و شهرهای مهم هائیتی رخ داد و در عمق کمی از زمین بود، که باعث شد امواج لرزشی قوی‌تری منتشر شوند.

- ساختمان‌ها و زیرساخت‌های هائیتی از مقاومت کافی در برابر زلزله برخوردار نبودند و بیشتر از ساختمان‌های قدیمی و ضعیف تشکیل شده بودند.

- هائیتی یکی از کشورهای فقیر جهان بود و دچار بحران‌های سیاسی، اقتصادی، اجتماعی و بهداشتی متعدد بود. این موضوع باعث شد که آمادگی و پاسخگویی در برابر زلزله کمتر باشد و کمک‌رسانی به قربانیان با مشکلات زیادی مواجه شود.

- زلزله باعث ریزش کوه‌ها و سیل‌های شدید شد که خسارات را افزایش داد. همچنین یک سونامی کوچک نیز در سواحل هائیتی ایجاد شد که چند نفر را کشت.

- زلزله باعث شد که بیماری وبا در هائیتی شیوع پیدا کند که مرگ‌ومیر را بیشتر کرد. این بیماری از طریق آب آلوده منتقل می‌شد و به دلیل کمبود آب تمیز و تأسیسات بهداشتی، کنترل آن دشوار بود.
تأثیر این زلزله به قدری ویرانگر بود که منجر به از دست دادن حدود ۲۳۰٬۰۰۰ نفر در روزهای ابتدایی وقوع زلزله شد و بیش از ۳۰۰٬۰۰۰ نفر دیگر مجروح شدند. در اثر این زلزله بیش از ۱۸۰ ساختمان دولتی و ۱۳ ساختمان از ۱۵ دفتر مهم دولتی از جمله کاخ ریاست‌جمهوری نیز فروریخت. تخریب جزئی بندر اصلی پورتو پرنس و مسدود شدن جاده‌ها از آوار، واکنش و بازیابی را برای ماه‌ها پس از زلزله با مشکل مواجه کرده بود. از دست دادن زیرساخت‌های حیاتی کشور به‌شدت توانایی کشور را برای ارائهٔ کمک و امداد به جمعیت آسیب‌دیده مختل کرد و تحت تأثیر قرار داد.
خسارات وارده به زیرساخت‌های زلزله در هائیتی یکی از بیشترین خسارات تخمین‌زده شده است. بیش از ۳۰۰٬۰۰۰ خانه تخریب شد یا به مقدار بسیار زیادی آسیب دید. تخمین‌ها نشان می‌دهد حدود ۶۰ درصد زیرساخت‌های اداری و اقتصادی کشور از بین رفته است، علاوه بر این ۸۰ درصد مدارس و بیش از ۵۰ درصد بیمارستان‌ها نیز تخریب شده یا آسیب دیده‌اند.
بر اساس داده‌های وزارت آمار و انفورماتیک هائیتی، نرخ مرگ‌ومیر و آسیب‌دیدگی براساس گروه‌های سنی مختلف در هفت دسته‌بندی مختلف (کمتر از ۱۰ سال، ۱۰–۱۹ سال، ۲۰–۲۹ سال … و بالای ۶۰ سال) مورد بررسی قرار گرفته است. بیشترین میزان نرخ مرگ‌ومیر در گروه سنی بالای ۶۰ سال است و کمترین میزان مرگ‌ومیر در گروه‌های سنی ۴۰ تا ۴۹ سال است. همچنین، بیشترین میزان آسیب‌دیدگی در گروه‌های سنی ۴۰ تا ۴۹ سال و بیشترین میزان آن برای گروه‌های سنی بالای ۶۰ سال است.

### پیامدهای آنی ناشی از رخداد زلزله

#### سونامی
در پی زمین‌لرزهٔ اولیه، کشور هائیتی پس‌لرزه‌ها و سونامی‌های متعددی را تجربه کرد که برخی از آن‌ها در نوع خود قابل توجه بودند. این پس‌لرزه‌ها بر ویرانی‌ها می‌افزود و تلاش‌های امدادی را با مشکلات متعدد مواجه می‌کرد.

#### مشکلات درمانی
مراقبت‌های بهداشتی و خدمات اورژانس هائیتی، که از قبل با مشکلات بسیار فراوانی دست و پنچه نرم می‌کرد، پس از زلزله تحت تأثیر وسعت فاجعه قرارگرفتند. تأسیسات پزشکی آسیب‌دیده یا به‌طور کل ویران‌شدند و کمبود پرسنل پزشکی و تجهیزات، بحران بعد از آن را تشدید می‌کرد. فقدان آب تمیز، سرویس بهداشتی، و سرپناه وضعیت وخیمی را برای جمعیت آواره و آسیب‌دیده به وجود آورده بود. وسعت این حادثه به‌قدری بود که ۸ بیمارستان به‌صورت کامل ویران و ۲۲ بیمارستان نیز تخریب شدند.
رخداد این زمین‌لرزه در هائیتی نیز تأثیر شدید و فوری بر برنامهٔ ایمنی خون این کشور داشت. با رخداد این حادثه ۴ مرکز خونگیری به‌صورت کامل نابودشدند و تعداد این مراکز در سطح هائیتی از ۱۷ به ۱۳ رسید، و حتی تا ۴ سال پس از رخداد این فاجعه، یعنی در سال ۲۰۱۴ نیز، تنها ۱۶ مورد از این مراکز قابلیت ارائهٔ خدمات را داشتند.

## کمک‌های بشردوستانه کشورهای مختلف
زلزله ۲۰۱۰ هائیتی به سرعت واکنش جهانی را برانگیخت. سازمان‌های بشردوستانه بین‌المللی، کشورهای دور و نزدیک، سازمان‌های غیردولتی و به سرعت برای ارائه کمک بسیج شدند. تیم‌های فوریت‌های پزشکی، واحدهای جستجو و نجات، و کارشناسان امداد در بلایای طبیعی از سراسر جهان به هائیتی اعزام شدند.

حضور نیروهای امدادی بین‌المللی، تمرکز رسانه‌های جهانی و سازمان‌هایی مانند سازمان جامعه مدنی تاحد زیادی می‌توانند در کاهش هرج و مرج مؤثر بوده و همچنین کمک به مشارکت آسیب‌دیدگان در تمامی مراحل پس از سانحه از امداد و نجات تا بازسازی یکی از اصلی‌ترین دلایل حرکت جامعه به سمت بازیابی و بازسازی بوده است. ساخت سرپناه ارزان‌قیمت با استفاده از مصالح محلی و تبدیل آن به سرپناه دائم به همراه روش‌های کاهش خطر، شناخت پتانسیل‌های بومی و آموزش افراد محلی ازجملهٔ این فعالیت‌ها و کمک‌هاست که می‌تواند بازتوانی را تسریع و به ساخت جامعه‌ای تاب‌آور در برابر سوانح احتمالی آتی منجر شود.
نمونه‌ای از این کمک‌ها:
- ایالات متحده آمریکا: آمریکا در روزهای نخست پس از فاجعه با ارسال ۱۶٬۰۰۰ پرسنل نظامی به هائیتی، مشغول به پخش غذا و مواد خوراکی، برقراری فرودگاه و بیمارستانها و بنادر گردید.[۱۴] چندین ناو جنگی و کمکی نیز در عملیات کمک‌رسانی شرکت کردند، و اوباما قول اعطای ۱۰۰ میلیون دلار کمک را همچنین داد.
- اسرائیل: دولت اسرائیل با ارسال ۲۲۰ پزشک یک بیمارستان صحرایی دایر کرد[۱۵] چندین سازمان دیگر نیز از اسرائیل به ارسال تیم‌های مجهز پزشکی به منطقه سریعاً مبادرت ورزیدند[۱۶][۱۷][۱۸][۱۹] و ارتش اسرائیل نیز با دایر کردن امکانات ماهواره‌ای برای این بیمارستان‌های سیار اسرائیلی در هائیتی، امکان برقراری ارتباطات اینترنتی را فراهم نمود.[۲۰] سازمان ملل متحد از اسرائیل درخواست کرد که نیروهای پلیس و بازرس به هائیتی اعزام کند.[۲۱]
- ایران: جمهوری اسلامی ایران یک فروند هواپیمای حامل کمکهای اولیه، خوراک، و دارو به هائیتی فرستاد.[۲۲]

## ارزیابی آسیب‌پذیری هائیتی در برابر زلزله[۱۳]
وضعیت اقتصادی، اجتماعی و سیاسی کشورها پس از چنین تخریبی به شدت تحت تأثیر قرار می‌گیرند. و اغلب کشور را در معرض تهدیدهای دیگری قرار می‌دهد، هائیتی نیز اثرات ثانویه مانند همه‌گیری وبا را تجربه کرد، که نزدیک به ۵۰۰٬۰۰۰ نفر را در سراسر هائیتی بیمار کرد و نزدیک به ۷٬۰۰۰ نفر را کشت. با توجه به تحقیق‌ها مشخص شد که مهم‌ترین عواملی که در حساسیت بالای هائیتی به زلزله نقش دارند عبارتند از:
1. ساخت و ساز ضعیف و مصالح نامرغوب
2. فقدان برنامه‌ریزی ومقررات ساحتمانی
3. عدم آگاهی از بزرگ بودن تهدید زلزله
4. فقر مطلق

در نهایت، شرایط ناامن بحرانی، فشارهای دینامیکی، و علل ریشه‌ای فاجعهٔ زلزلهٔ هائیتی ۲۰۱۰ آورده شدند:

### شرایط ناامن
- توسعه غیرقانونی مسکن در مناطق آسیب‌پذیر مانند دامنه تپه‌ها و دشت‌های سیل زده.
- به دلیل پایین بودن تولید ناخالص داخلی سرانه ۱۳۰۰ دلاری، مردم برای ساخت خانه چاره ای جز ساخت با مقرون به صرفه‌ترین مصالح و ارزان‌ترین و سریع‌ترین روش‌های ساخت ندارند.
- جاده‌های هائیتی (در مجموع ۴۵۴۵ کیلومتر) در وضعیت نامناسبی قرار دارند. ۸۰ درصد از جاده‌های آسفالت شده و ۹۶ درصد از جاده‌های اولیه نیاز به تعمیر یا بازسازی دارند. این جاده‌های آسفالت نشده و ضعیف منجر به دسترسی محدود و همچنین افزایش هزینه‌های عملیاتی خودرو می‌شود.
- در سال ۱۹۹۰، تنها ۳۹ درصد از ۵٫۹ میلیون نفر به آب و تنها ۲۴ درصد به سرویس بهداشتی دسترسی داشتند. فقدان امکانات اولیه ضروری مانند آب یا سرویس‌های بهداشتی خارج از دسترس دولت و خدمات عمومی است و در سال ۲۰۱۲ این امر همچنان چالشی برای توسعهٔ هائیتی است.

### فشارهای دینامیکی
- برنامه‌ریزی شهری در پورتو پرنس برای کنترل توسعهٔ سکونتگاه‌ها و منظم کردن مهاجران فقیر روستایی به شهر که نیاز به شیوه زندگی بهتری دارند، وجود ندارد. کمبود مسکن وجود دارد و آنهایی که وجود دارد بی کیفیت هستند.
- در اواسط قرن نوزدهم، سیاست کشاورزی هائیتی باعث جنگل زدایی و تخریب خاک شد که کار مزارع شکر بود.
- دولت فاقد منابع یا اراده ای برای معکوس کردن این فاجعهٔ زیست‌محیطی درازمدت ساخت بشر بود. کشاورزان برای فرونشست زمین، بیش از حد به کشت خاک پرداختند و در سال‌های اخیر، جمعیتی که برای خرید نفت سفید یا گاز بطری فقیرتر از آن بودند، به زغال چوب جنگلی به عنوان تنها منبع سوخت پخت و پز خود روی آوردند.

### علل ریشه‌ای
- ۸۰ درصد از جمعیت ۹ میلیونی هائیتی زیر خط فقر ۲ دلار در روز زندگی می‌کنند که ۵۴ درصد آن در فقر شدید زندگی می‌کنند. نرخ بیکاری ۴۵ درصد است.
- در اواخر قرن ۱۸، هائیتی با ارزش‌ترین مستعمره فرانسه بود که ۴۰ درصد شکر و ۶۰ درصد قهوهٔ مصرف‌شده در اروپا را تولید می‌کرد. در سال ۱۷۹۱ بردگان هائیتی شورش کردند و ارتش ناپلئون را شکست دادند. بین ۱۸۲۵ و ۱۹۴۷ هائیتی مجبور شد در ازای به رسمیت شناختن دیپلماتیک، غرامت‌های هنگفتی به فرانسه بپردازد. هائیتی برای به دست آوردن مقدار مورد نیاز پول از بانک‌های ایالات متحده، آلمان و فرانسه وام گرفت. این امر هائیتی را به یک کشور بدهکار تبدیل کرد.
- در اوایل قرن بیستم، سیاست ایالات متحده نسبت به هائیتی استفاده از زور و اشغال بود تا اطمینان حاصل شود که هائیتی به برنامهٔ بازپرداخت خود پایبند است. دیکتاتورهای هائیتی، به جای تمرکز بر توسعهٔ هائیتی، به غارت شخصی متوسل شدند.